# W79
A W79 foi uma ogiva da artilharia nuclear dos E.U.A, elas poderiam ser lançadas a partir de um obuseiro  de 203 mm (8 polegadas) de diâmetro como o M115. 
A W79 foi produzida em dois modelos, a W76 MoD 0 e a W76 Mod 1. Ambas eram armas nucleares de baseadas em plutônio que utilizavam a implosão linear para atingir a criticidade.
A Mod 0 foi uma arma nuclear de rendimento variável com três rendimentos, a faixa de rendimento ia de 100 toneladas (0,1 kt) até 1.1 quilotons  e poderia ser usada como arma de radiação avançada (popularmente conhecida como bomba de nêutrons, esse modo poderia ser ligado ou desligado antes da utilização dependendo do objetivo tático da situação.
A Mod 1 foi uma arma nuclear de fissão apenas, sem a opção de radiação avançada, e tinha um rendimento fixo de 800 toneladas (0,8 quilotons). Isso provavelmente corresponde ao máximo rendimento da Mod 0 utilizando apenas a fissão pura.
Ambos os modelos tinham 203 mm (8 polegadas) de diâmetro e 112 cm (44 polegadas) de comprimento e pesavam 90 quilogramas, cerca de 200 libras.
A W79 começou a sua produção no começo de 1976 e continuou até 1986. Todas as unidades foram retiradas do serviço ativo no final de 1992, provavelmente em função do fim da Guerra Fria e quebra da União Soviética neste mesmo tempo.

## Implosão linear
A implosão linear usa uma massa de material físsil que é muito mais do que uma massa crítica em uma pressão normal numa configuração esférica. A massa nuclear, um fosso feito de plutônio, é configurado numa configuração de baixa densidade  antes do disparo da arma, então pequenas quantidades de explosivos colapsam o núcleo e o remodelam o material físsil em uma massa supercrítica que então entra em uma fissão nuclear em cadeia e detona. Três métodos são conhecidos para comprimir e implodir o núcleo físsil:
1. colapsando espaços ocos dentro do material nuclear
2. usando uma liga de plutônio-gálio, que se estabiliza em na fase delta de baixa densidade, com 16,4 gramas por centímetro cúbico (e que colapsa para a fase alfa de alta densidade coma compressão explosiva)
3. Modelando o explosivo em volta do material nuclear, então, durante a detonação, a pressão modela a forma elíptica ou parecida como uma bola de futebol americano, em uma forma esférico que comprime o material físsil.

Uma massa crítica de plutônio nu numa densidade normal sem um refletor de nêutron adicional é alcançado com cerca de 10 quilogramas. Para alcançar um alto rendimento explosivo, armas de implosão linear precisam mais material, na ordem de 13 quilos. 13 quilos de Pu-239 em fase alfa (alta densidade) tem 19,8 g/cm³, cria uma esfera de 5,4 cm de raio (10,8 cm ou 4.25 polegadas de diâmetro) com 657 centímetros cúbicos.
Armas de implosão-linear podem usar refletores de nêutrons e diminuir a quantidade material físsil, mas o diâmetro total aumenta em comparação com o material físsil nu. Então para criar armas com diâmetro pequeno, de forma a serem utilizadas como projéteis nucleares de artilharia (as menores armas nucleares usadas como projéteis conhecidas têm diâmetros de 155 mm
e 152 mm, Ted Taylor afirma que armas de até 105 mm são possíveis).
Armas de implosão linear têm uma eficiência muito menor devido a baixa pressão, e requer de duas a três vezes mais material nuclear que armas de implosão convencionais. Elas também são consideravelmente pesadas e menores que armas de implosão convencionais. A ogiva W54 usado para propósitos especiais no míssil Davy Crockett, tinha diâmetro de 11 polegadas e pesava 51 libras. A ogiva W48 tem cerca de 155 mm de diâmetro (6 polegadas) e pesava duas vezes ou mais, e provavelmente requeria duas vezes mais plutônio ou mais. Pesquisadores independentes têm determinado que um modelo de arma de implosão convencional do exército estado unidense custa 1,25 milhão de dólares , no qual 0,25 milhão são para os componentes não nucleares e 1 milhão para os componentes nucleares. Armas de implosão linear usam duas ou três vezes mais plutônio e são consideravelmente mais caras.